# Sabin Merino
Sabin Merino Zuloaga (Urdúliz, Vizcaya, 4 de enero de 1992) es un futbolista español que juega en la demarcación de delantero. Actualmente juega en el Deportivo Saprissa de Costa Rica.

## Trayectoria

### Inicios
Sabin llegó a la cantera del Athletic Club con tan sólo 10 años, procedente del Danok Bat bilbaíno. Ingresó en el "Alevín B" y, posteriormente, ascendió al "Alevín A" y al "Infantil B". Tras tres temporadas salió del Athletic y regresó al Danok Bat, club con el que jugó hasta juveniles. Entremedias, pasó un año en Estados Unidos cursando bachillerato en la ciudad más poblada de Kentucky, Louisville, y jugando en el Javanon Soccer. Con 19 años, el Athletic volvió a fijarse en él y le reclutó para el C. D. Basconia, con el que disputó las temporadas 2011/12 y 2012/13 en Tercera División. En la campaña 2013/14 subió al Bilbao Athletic, con el que jugó todos los partidos de la temporada. Al año siguiente logró el ascenso a la Segunda División de España, siendo uno de los pilares principales del equipo; al jugar 42 partidos y anotar 18 goles, siendo el máximo goleador de la plantilla junto a Gorka Santamaría.

### Athletic Club
Como premio, Ernesto Valverde le llamó para hacer la pretemporada con el primer equipo, éste convenció a Valverde y se le hizo ficha para que formara parte de la primera plantilla, donde lució el dorsal «25» en competición nacional y el «27» en Liga Europa de la UEFA. El 6 de agosto de 2015 debutó con el Athletic Club, en Bakú, en el partido de vuelta de la tercera ronda previa de la Liga Europa. El 14 de agosto fue titular en la ida de la Supercopa de España, en San Mamés, frente al F. C. Barcelona (4-0). Jugó de extremo izquierdo y fue un martirio para Dani Alves, al cual desbordó para asistir a Aduriz en el segundo gol del partido. En el partido de vuelta en el Camp Nou permaneció en el banqullo, proclamándose campeón de la Supercopa de España once días después de su debut.
El 20 de agosto, en su tercer partido, marcó su primer gol en el partido de ida de la última ronda previa, disputado en Zilina, que acabó con derrota por 3-2. El 23 de septiembre logró su primer tanto en Primera División, ante el Real Madrid (1-2) en la quinta jornada, con el que acabó con la imbatibilidad de Keylor Navas. También, el 25 de febrero marcó el gol que dio la clasificación para los octavos final de la Liga Europa ante el Olympique de Marsella, en el minuto 80, con un remate de cabeza en plancha. El 13 de marzo, en una de las pocas veces que pudo jugar como delantero centro debido a la trascendencia de Aduriz, anotó un doblete al Real Betis. Debido a una lesión muscular a primeros de abril, no pudo participar en el tramo decisivo de temporada.
El 23 de octubre de 2016 anotó un nuevo gol ante el Real Madrid, en este caso, en el Santiago Bernabéu (2-1). Fue operado del pubis a finales de enero, pero el 26 de febrero, en su segundo partido tras su vuelta, sufrió una lesión en la tibia de su pierna derecha que le tuvo cerca de dos meses de baja. Su tercera temporada en el club, ya con Ziganda como técnico, estuvo marcada por su poca aportación al equipo.

### CD Leganés
El 31 de agosto de 2018 fue cedido al Club Deportivo Leganés de Primera División por una temporada. Finalmente, tras una cesión poco productiva, el Athletic Club anunció que no renovaría su contrato. Esta decisión amplió automáticamente su vinculación con el club madrileño una campaña más.

### Deportivo de La Coruña
El 14 de enero de 2020 el Real Club Deportivo de La Coruña, de Segunda División, hizo oficial su incorporación hasta junio de 2022. Dos días después debutó como titular en Riazor, logrando uno de los tantos en un triunfo ante el Racing de Santander (2-1). Continuó con la racha goleadora en las siguientes tres jornadas, lo que le llevaron a ser elegido como mejor jugador del mes de enero de la categoría. El 17 de junio marcó un tanto de chilena en un empate a dos ante el Real Oviedo.

### C. D. Leganés
El 17 de agosto de 2020, siete meses después de su llegada a La Coruña, regresó al C. D. Leganés ahora en Segunda División. En el cuadro madrileño tuvo una gran temporada, llegando a ser máximo goleador del equipo con nueve tantos.

### Real Zaragoza
El 31 de enero de 2022 fichó por el Real Zaragoza de Segunda División para lo que quedaba de temporada y tres más. En el cuadro maño no se consolidó como titular, por lo que se le buscó una salida al término de la temporada.En agosto de 2024 rescindió su último año de contrato con el club aragonés.

#### Cesión a Atlético de San Luis
El 4 de julio de 2022 fue cedido al Club Atlético de San Luis de la Primera División mexicana para disputar el Torneo Apertura 2022. En el Club Atlético de San Luis disputó 23 partidos, entre los torneos de Apertura y Clausura, marcando 2 goles. El 17 de mayo de 2023, el club mexicano anunció su regreso al Real Zaragoza.

#### Cesión al Racing Club de Ferrol
El 25 de julio de 2023, firma por el Racing Club de Ferrol de la Segunda División de España, cedido por el Real Zaragoza.El 3 de diciembre marcó un hat-trick en el triunfo frente al Albacete Balompié (5-4), en el Estadio de A Malata, saliendo en la segunda parte.

### Deportivo Saprissa
El 28 de diciembre de 2024 se hizo oficial su fichaje por Deportivo Saprissa de la Liga Promerica de cara al Campeonato de Clausura 2025.El 9 de febrero debutó, con gol en el minuto 95, en un empate en el Clásico frente a LD Alajuelense.

## Clubes
Categorías inferiores
| Club          | País    | Año       |
| ------------- | ------- | --------- |
| Danok Bat     | España  | 2001-2002 |
| Athletic Club | España  | 2002-2005 |
| Danok Bat     | España  | 2005-2008 |
| Javanon FC    | EE. UU. | 2008-2009 |
| Danok Bat     | España  | 2009-2011 |

Profesional
| Club                               | País       | Año       |
| ---------------------------------- | ---------- | --------- |
| C. D. Basconia                     | España     | 2011-2013 |
| Bilbao Athletic                    | España     | 2013-2015 |
| Athletic Club                      | España     | 2015-2019 |
| C. D. Leganés (cedido)             | España     | 2018-2019 |
| C. D. Leganés                      | España     | 2019-2020 |
| R. C. Deportivo de La Coruña       | España     | 2020      |
| C. D. Leganés                      | España     | 2020-2022 |
| Real Zaragoza                      | España     | 2022-2024 |
| Club Atlético de San Luis (cedido) | México     | 2022-2023 |
| Racing Club de Ferrol (cedido)     | España     | 2023-2024 |
| Deportivo Saprissa                 | Costa Rica | 2025-Act. |

## Estadísticas
Actualizado el 9 de mayo de 2019
| CD Basconia · España | 3.ª                 | 2011/12             | 36                  | 11  | -  | -  | -  | -  | 36 | 11  | 0,30 |      |
| CD Basconia · España | 3.ª                 | 2012/13             | 34                  | 16  | -  | -  | -  | -  | 34 | 16  | 0,47 |      |
| CD Basconia · España | Total               | Total               | 70                  | 27  | -  | -  | -  | -  | 70 | 27  | 0,38 |      |
| Bilbao Athletic · España | 2.ªB                | 2011/12             | 1                   | 0   | -  | -  | -  | -  | 1  | 0   | 0,00 |      |
| Bilbao Athletic · España | 2.ªB                | 2013/14             | 38                  | 3   | -  | -  | -  | -  | 38 | 3   | 0,07 |      |
| Bilbao Athletic · España | 2.ªB                | 2014/15             | 42                  | 18  | -  | -  | -  | -  | 42 | 18  | 0,42 |      |
| Bilbao Athletic · España | Total               | Total               | 81                  | 21  | -  | -  | -  | -  | 81 | 21  | 0,25 |      |
| Athletic Club · España | 1.ª                 | 2015/16             | 22                  | 5   | 5  | 0  | 11 | 2  | 38 | 7   | 0,19 |      |
| Athletic Club · España | 1.ª                 | 2016/17             | 13                  | 1   | 1  | 0  | 5  | 0  | 19 | 1   | 0,05 |      |
| Athletic Club · España | 1.ª                 | 2017/18             | 13                  | 0   | 2  | 0  | 3  | 0  | 18 | 0   | 0    |      |
| Athletic Club · España | Total               | Total               | 48                  | 6   | 8  | 0  | 19 | 2  | 75 | 8   | 0,11 |      |
| Club Deportivo Leganés · España | 1.ª                 | 2018/19             | 12                  | 0   | 3  | 0  | -  | -  | 15 | 0   | 0    |      |
| Club Deportivo Leganés · España | Total               | Total               | 12                  | 0   | 3  | 0  | -  | -  | 15 | 0   | 0    |      |
| Club Deportivo Leganés · España | Total en su carrera | Total en su carrera | Total en su carrera | 211 | 54 | 11 | 0  | 19 | 2  | 241 | 56   | 0,25 |
| (1) Incluye datos de Copa del Rey y Supercopa. (2) Incluye datos de Liga Europa. (3) Media de goles por encuentro. No incluye goles en partidos amistosos. |                     |                     |                     |     |    |    |    |    |    |     |      |      |

## Palmarés

### Títulos nacionales
| Título              | Club          | País   | Año  |
| ------------------- | ------------- | ------ | ---- |
| Supercopa de España | Athletic Club | España | 2015 |

### Reconocimientos
| Distinción                                  | Año  |
| ------------------------------------------- | ---- |
| Mejor jugador de LaLiga Smartbank en enero. | 2020 |